# Jean-Dominique Durand
Pour les articles homonymes, voir Durand.
 (décembre 2019).
Si vous disposez d'ouvrages ou d'articles de référence ou si vous connaissez des sites web de qualité traitant du thème abordé ici, merci de compléter l'article en donnant les références utiles à sa vérifiabilité et en les liant à la section « Notes et références ».
Jean-Dominique Durand, né le 4 octobre 1950 à Caracas, est un historien et homme politique français, spécialiste d'histoire des religions et notamment du christianisme. Il préside l'Amitié judéo-chrétienne de France depuis 2020.

## Biographie

### Carrière universitaire
Agrégé d'histoire, il soutient en 1988 une thèse de doctorat d’Etat sous la direction du Pr Jean-Marie Mayeur : « l'Église dans la crise italienne (1943-1948) ».
En 1974, il commence sa carrière comme professeur certifié puis agrégé dans l'enseignement secondaire. Dix ans plus tard, il rejoint le CNRS comme attaché de recherche.
En 1986, il intègre l'université Jean-Moulin-Lyon-III comme professeur agrégé détaché, puis comme maître de conférence (1988) et professeur d'Histoire contemporaine en 1989. Dans cette université, il fonde l'Institut d'histoire du christianisme qu'il dirige de 1989 à 1999. De 1998 à 2004, il a été chargé de cours à l'université LUMSA de Rome et à l'université pontificale du Latran.

### Carrière dans l'édition
À Lyon, il est membre du comité éditorial et du conseil d'administration des Presses universitaires de Lyon. Il a été aussi co-directeur (1993-2001) puis rédacteur en chef (2002-2006) de la revue Chrétiens et société (XVIe -XXe siècle).
Il a été le co-directeur de la collection Politiques et Chrétiens aux éditions Beauchesne de 1987 à 2002 et depuis directeur de la collection Pages d'Histoire aux éditions Desclée de Brouwer.
De 2019 à 2021, il est chroniqueur pour la revue Peuples du monde.

### Ambassade de France auprès du Saint-Siège
De 1998 à 2002 il est conseiller culturel de l'Ambassade de France près du Saint-Siège et directeur du Centre Culturel Saint-Louis de France à Rome.

### Sociétés savantes
Il est membre de nombreuses sociétés savantes en France et à l'étranger, dont :
- Association française d'histoire religieuse contemporaine : secrétaire de 1987 à 1990, puis président de 1990 à 1993 ;
- Académie Catholique de France : vice-président depuis 2013 ;
- Académie des sciences, belles lettres et arts de Lyon : membre d'honneur associé depuis 2017[5] ;
- Conseil pontifical des Sciences historiques (Vatican) : correspondant ;
- Conseil pontifical pour la Culture (Vatican) : consulteur depuis 2009 ;
- Institut International Jacques Maritain (Rome) : vice-président depuis 2006.

### Institutions lyonnaises
De 2003 à 2013, il est président de la Fondation Fourvière et fonde en 2003 l'Observatoire des cultures religieuses.
Au niveau politique, il est conseiller du 5e arrondissement et adjoint au maire de Lyon, chargé du patrimoine, de la mémoire, des anciens combattants et des cultes, de 2014 à 2020.

## Publications
- L'Église catholique dans la crise de l'Italie, 1943-1948, Rome, École française de Rome, 1991 (OCLC 25468799).
- Cent ans de catholicisme social à Lyon et en Rhône-Alpes…, Paris, Éditions Ouvrières, 1992  (ISBN 9782708229549).
- Paul Touvier et l'Église, avec René Rémond Paris, Fayard, 1992.
- L'Europe de la Démocratie chrétienne, Bruxelles, Complexe, coll. « Questions au XXe siècle » (no 45), 1995, 382 p. (ISBN 2-87027-536-6, présentation en ligne).
- L'Écho de Fourvière : un journal au service de la basilique, Lyon, Fleur Lachet, 1996  (ISBN 9782951073906).
- Jules Monchanin, 1895-1957 : regards croisés d'Occident et d'Orient…, Lyon, Profac-Credic, 1997  (ISBN 9782853170673).
- L'Italie de 1815 à nos jours, Paris, Hachette, 1999  (ISBN 9782011451552).
- L'Esprit d'Assise : discours et messages de Jean-Paul II à la communauté de Sant' Egidio, Paris, Éditions du Cerf, 2005, 208 p. (ISBN 978-2-204-07466-7 et 2-204-07466-7).
- Le grand exil des congrégations religieuses françaises 1901-1914, Paris, Cerf, 2005
- Henri de Lubac : la rencontre au cœur de l'église, Paris, Cerf, 2006  (ISBN 9782204078238).
- (it) Un laboratorio per la democrazia : l'Istituto internazionale Jacques Maritain, 1974-2008, Bologne, Il Mulino, « Persona », 2009, 341 p.  (ISBN 978-88-15-13379-3).
- avec Claude Prudhomme (dir.), Le monde du catholicisme, Robert Laffont, « Bouquins », 2017, 1536 p.
- Prière, Pauvres, Paix, L’abécédaire de Sant’Egidio, Paris, Les Éditions du Cerf, 2024, 315 p.

## Distinctions

### Décorations
- Chevalier de la Légion d'honneur (2011)[6]
- Chevalier de l'ordre national du Mérite (2002)
- Officier de l'ordre des Palmes académiques (2008)
- Grand Officier[Quoi ?] dans l'ordre de Saint-Sylvestre (2004)
- Commandeur dans l'ordre du Mérite du Saint Sépulcre
- Chevalier de l'ordre de Saint-Grégoire-le-Grand (2007)
- Commandeur de l'ordre du Mérite de la République italienne‎  (2002)[7]

### Prix
En 2004, il est le lauréat du prix international Luigi Sturzo.